# Amil
Amil, de son vrai nom Amil Whitehead, née le 19 septembre 1978 à New York, dans l'État de New York, est une chanteuse, rappeuse et parolière américaine. Elle est la protégée du rappeur Jay-Z à la fin des années 1990, en particulier sur le single Can I Get A... de la bande-son du film Rush Hour sorti en 1998.

## Biographie

### Jeunesse
Amil est née le 19 septembre 1978 à New York, dans l'État de New York,. Elle a des origines afro-américaines, natives-américaines (en particulier Cherokee), et caucasiennes.

### Débuts
En 1997, Amil s'implique dans un groupe féminin appelé Major Coins. Le groupe fait la rencontre de Jay-Z, qui souhait recruter une chanteuse pour son album, Vol. 2... Hard Knock Life. Jay-Z demande à Amil de faire un freestyle et décide de la recruter. Peu après la séparation de Major Coins, Amil décide de se lancer dans une carrière solo au label de Jay-Z, Roc-A-Fella Records, se joignant ainsi à la tournée Hard Knock Life Tour de 1999. Après la tournée, elle participe aux chansons de Mariah Carey, Beyoncé, Jermaine Dupri, AZ, DJ Kay Slay, LL Cool J et Funkmaster Flex.
Durant sa carrière, elle participe à plusieurs chansons de Jay-Z comme Nigga What, Nigga Who, le single à succès Can I Get A... avec Ja Rule, et à d'autres collaborations avec Jay-Z comme Hey Papi, Do It Again (Put Ya Hands Up), S Carter, Heard It All, You, Me, Him and Her, That's Right, Playa, et 4 Da Fam et For My Thugs qui font participer Memphis Bleek et Beanie Siegel. Le 19 septembre 2000, Amil publie son premier album solo, A.M.I.L - All Money Is Legal.

### All Money Is Legal
Son premier album solo, A.M.I.L - All Money Is Legal, publié en 2000, contient le single I Got That, un duo avec Beyoncé (chanteuse au sein du groupe Destiny's Child), et le single 4 Da fam d'All-Star Roc-A-Fella. L'album fait participer Memphis Bleek, Jay-Z, Beyoncé, Carl Thomas, Eve, et Beanie Sigel. Les ventes de l'album n'atteignent pas la réussite escomptée, et aucun des singles ne se vend bien. Après l'album, elle publie son dernier signe au label Roc-A-Fella/Def Jam, Hey Papi, une chanson du film La Famille foldingue. En 2002, Amil apparait brièvement dans le film State Property avec d'autres membres de Roc-a-Fella comme Dame Dash et Jay-Z.

### Dernières activités
En 2005, Amil reforme temporairement Major Coinz et publie des chansons issues de mixtapes comme Glamorous Life qui est diffusée au MTV Mixtape Monday. En 2008, Amil publie les mixtapes intitulées Az Iz et Amil Returns The Lost Classics Edition qui contiennent des chansons émotionnelles comme Tears of a Teenage Mother et Don't Worry,.
En août 2011, Amil s'entretient avec le magazine Vibe et donne des explications concernant Jay-Z : « Je n'ai pas parlé à Jay depuis des années, mais je voudrais vraiment lui parler de nouveau, car ça m'aiderait à me réconcilier avec moi-même. Mais il sait que je l'aime. Les gens pensent qu'il y avait des tensions entre nous, mais il n'y en a jamais eu. »
En juillet 2012, issue de sa nouvelle mixtape A Time to Kill, Amil publie une nouvelle chanson intitulée Stop,. Amil publie la chanson Remember en 2014, issue de sa mixtape à venir, Another Moment in Life.

## Vie privée
Amil est mère de quatre enfants, et sort d'une relation avec le rappeur Killah Priest, un affilié proche du Wu-Tang Clan. Elle est hébreux noire pratiquante et réside actuellement en Caroline du Nord,,.

## Discographie

### Albums studio
- 2000 : All Money Is Legal
- 2007 : Amil Az Iz